# And They All Lived Happily After
Pour plus de détails, voir Fiche technique et Distribution.
And They All Live Happily After est un téléfilm de comédie américain réalisé par Hal Cooper et sorti en 1981.

## Fiche technique
- Titre original : And They All Live Happily After
- Réalisation : Hal Cooper
- Scénario : Rod Parker
- Photographie :
- Montage :
- Musique : Billy Byers
- Costumes :
- Décors :
- Casting : Chuck Murawski
- Producteur : Rita Dillon
  - Producteur délégué : Hal Cooper et Rod Parker
- Sociétés de production :
- Sociétés de distribution : CBS
- Pays d'origine :  États-Unis
- Langue originale : anglais
- Format : couleur
- Genre : Comédie
- Durée : 30 minutes
- Dates de sortie : 
  - États-Unis : 4 août 1981

## Distribution
- Larry Cedar : Matt Wescott
- David Faustino : Bobby Hofstedter
- Wendy Goldman : Timmie Gordon
- Sandy Hackett : Ernie Gordon
- Anthony Holland : M. Wheeler
- Dick Latessa : Paul Wescott
- Rue McClanahan : Liz Wescott
- Maggie Roswell : Lorraine Hofstedter
- James Staley : Ted Hofstedter